# 高木隆司
高木隆司（たかきりゅうじ、1940年10月7日- ）は、日本の幾何学工学者、東京農工大学名誉教授。

## 略歴
広島県生まれ。1969年東京大学大学院理学系研究科博士課程修了、「鉛直な壁に沿って流れ落ちる液体層におこる波動現象」で理学博士。1969年東京農工大学工学部専任講師となる。1970年同助教授。1983年同教授、のち同名誉教授。神戸芸術工科大学特任教授を経て、2008年に同大学特別教授。所属学会は、形の科学会、形の文化会、日本応用数理学会。2021年、瑞宝中綬章受章。

## 著書
- 『「かたち」の探究』ダイヤモンド社 1978
- 『スポーツの力学 上達のポイントを探る』講談社 (ブルーバックス)1983
- 『かたちの不思議』1984 講談社現代新書
- 『流れの物理』朝倉書店 (現代人の物理 1988
- 『形の数理』朝倉書店 (シリーズ<現代人の数理> 1992
- 『物理学 新世紀を生きる人達のために』海游舎 1992
- 『キーポイントベクトル解析』岩波書店 (理工系数学のキーポイント) 1993
- 『まぜこぜを科学する 乱流・カオス・フラクタル』裳華房 (ポピュラー・サイエンス)1994
- 『現代のダ・ヴィンチ サイエンスとアートの共生』1995 丸善ライブラリー
- 『巻き貝はなぜらせん形か 「かたち」を科学する』講談社 (ブルーバックス)1997
- 『理科系の論文作法 創造的コミュニケーションの技術』1997 (丸善ライブラリー)
- 『力学』2001 (裳華房フィジックスライブラリー)
- 『理科をアートしよう』2006 岩波ジュニア新書
- 『「理科」「数学」が好きになる楽しい数理実験』講談社 2008

### 共編著・監修
- 『かたちの事典』編集委員長 丸善 2003
- 『演習力学』今井功,高見穎郎,吉澤徴, 下村裕共著 サイエンス社(セミナーライブラリ物理学 2006
- 『×バツbatz』松岡正剛,小野瀬順一,海野弘,山折哲雄,白川静共著 牛若丸 2007
- 『かたち・機能のデザイン事典』編集委員長 丸善 2011
- 『自然がつくるかたち大図鑑 シャボン玉や地球はなぜ丸い? 球・六角形から枝分かれまで』監修 PHP研究所 2013

### 翻訳
- Hermann Haken『自然の造形と社会の秩序』東海大学出版会 1985
- フリードリッヒ・クラマー『カオスと秩序 複雑系としての生命』山中茂,藤島義之,横関健三訳,高木監訳 学会出版センター 2001
- ビューレント・アータレイ『モナ・リザと数学 ダ・ヴィンチの芸術と科学』佐柳信男共訳 化学同人 2006
- ELI MAOR, EUGEN JOST『美しい幾何学』監訳,稲葉芳成, 河﨑哲嗣, 田中利史,平澤美可三,吉田耕平訳 丸善出版 2015

## 論文
- <高木隆司